# Zimtfarn
Der Zimtfarn (Osmundastrum cinnamomeum, Syn.: Osmunda cinnamomea L.) ist die einzige Art der Pflanzengattung Osmundastrum innerhalb der Familie der Königsfarngewächse (Osmundaceae). Sie ist von Nordamerika über Mexiko und die Karibischen Inseln bis Zentral- sowie Südamerika und in Ostasien weitverbreitet. Er gedeiht in Brüchen, Mooren und feuchten Wäldern. Sie ist seit dem Campanium (83,6 bis 72 Millionen Jahre v.h.) belegt. Von der TNC wird Osmundastrum cinnamomeum als wahrscheinlich ungefährdet („G4“) eingestuft. Ein englischsprachiger Trivialname ist cinnamon fern.

## Beschreibung

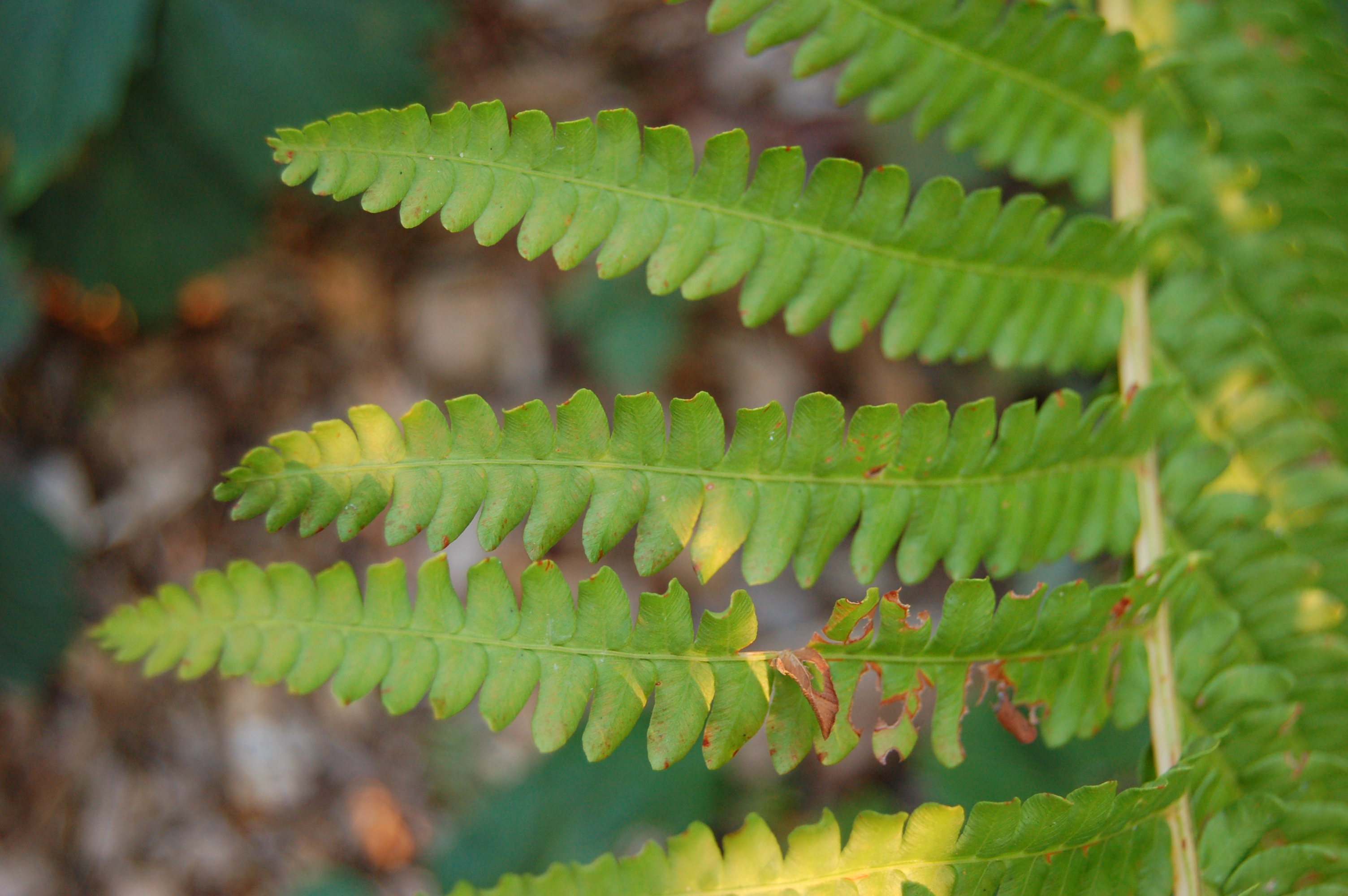
Nahaufnahme der Fiederblätter an einem sterilen Wedel

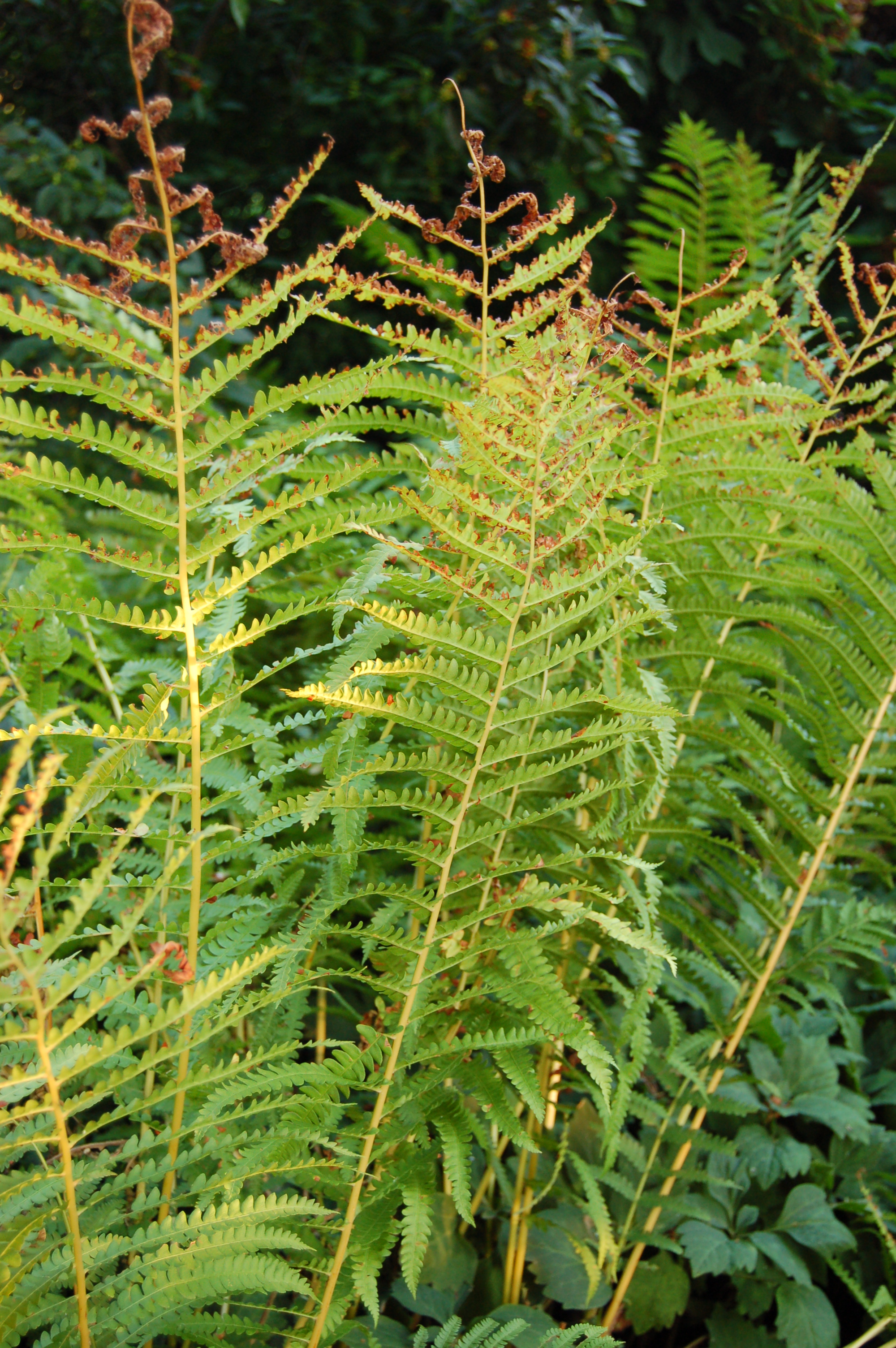
Sterile Wedel im Spätsommer

Der Zimtfarn ist eine sommergrüne krautige Pflanze. Sie bringt voneinander getrennte fertile und sterile Wedel hervor. Die sterilen Wedel sind im Umriss eiförmig bis lanzettlich. Sie sind ausgebreitet, 30 bis 150 Zentimeter (in China nur bis 80 Zentimeter) lang und 15 bis 25 Zentimeter breit, gefiedert mit 5 bis 20 Zentimeter langen und 1,5 bis 3 Zentimeter breiten tiefen Lappen, so dass die Wedel nahezu doppelt gefiedert wirken. Sie sind jung dicht hellbraun behaart und verkahlen im Alter. Die oberen Fiederchen sind ganzrandig und am oberen Ende zugespitzt bis stachelspitzig.
Die fertilen Sporen-tragenden Wedel sind aufrecht und kürzer, 20 bis 45 Zentimeter hoch; sie werden zimtfarben, was dieser Pflanzenart ihren Trivialnamen Zimtfarn und das Artepitheton verleiht. Die fertilen Wedel erscheinen zuerst; ihre zunächst grüne Farbe wird mit fortschreitender Jahreszeit zunehmend braun. Die sporentragenden Wedel überdauern bis zur nächsten Vegetationsperiode, nachdem der Frost sie hat absterben lassen. Die Sporen entwickeln sich innerhalb weniger Wochen.

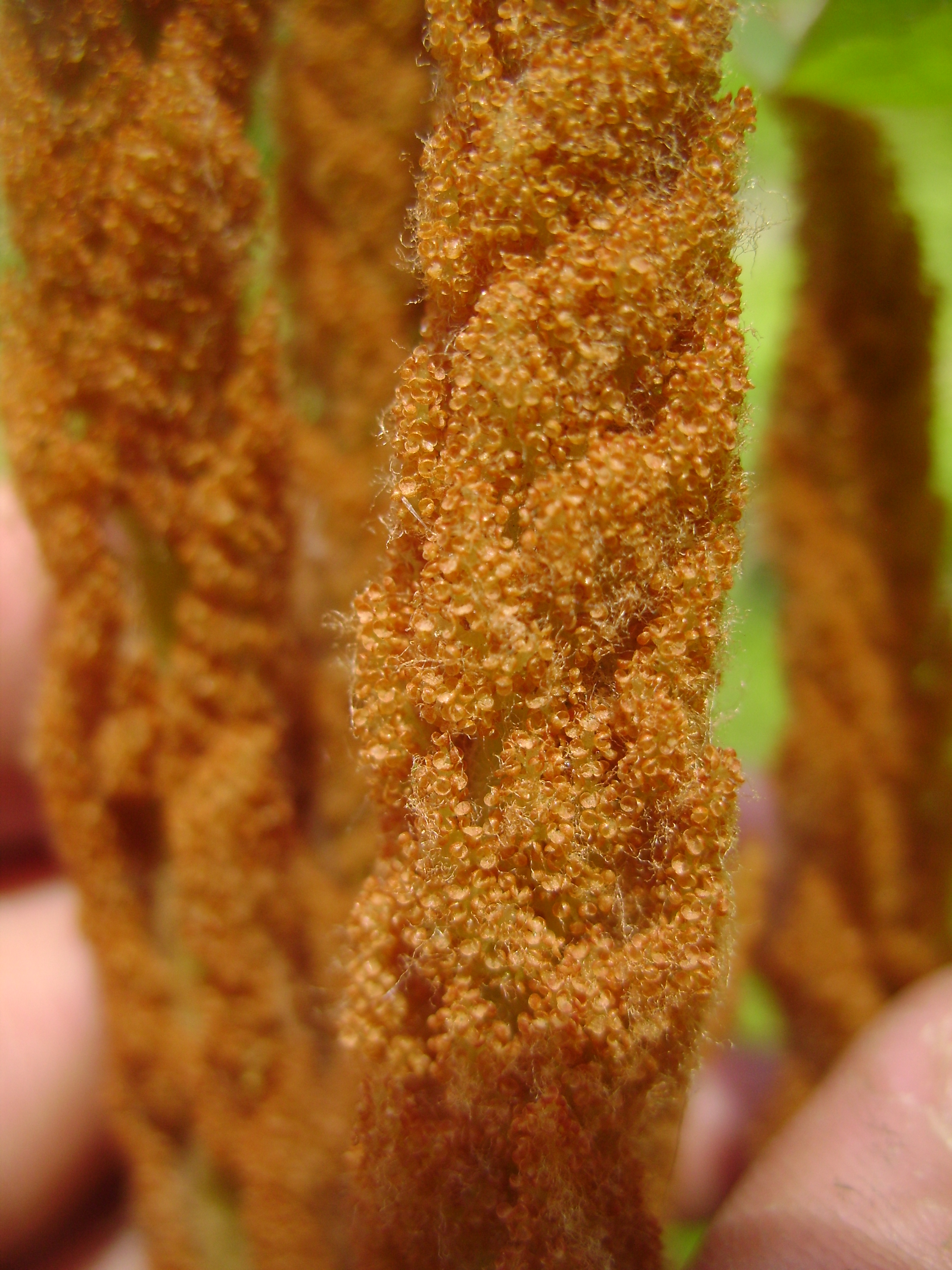
Sporentragender Wedel

## Ökologie und Nutzung
Zimtfarne bilden riesige klonale Kolonien in bruchartigen Gebieten. Die Farne bilden feste Wurzelstöcke mit dichten, haarförmigen Wurzeln aus. Die Wurzelmasse bildet ein ausgezeichnetes Substrat für Epiphyten. Sie werden als Osmunda-Fasern geerntet und als Zierpflanze verwendet, insbesondere für die Vermehrung und das Wachstum von Orchideen. Von Zimtfarnen wird kein Zimt gewonnen; sie sind ausschließlich wegen der Farbe der fertilen Wedel so genannt.

## Verbreitung
In Nordamerika kommt der Zimtfarn vom südlichen Labrador westwärts bis nach Ontario und südwärts über die östlichen Vereinigten Staaten bis ins östliche Mexiko und die Westindischen Inseln vor; in Südamerika kommt er westwärts bis Peru und südwärts bis nach Paraguay vor. In Asien ist er vom südöstlichen Sibirien südwärts über Japan, Korea, China und Taiwan bis nach Myanmar, Thailand und Vietnam verbreitet.

## Systematik
Traditionell wurde diese Art unter Osmunda cinnamomea L. geführt. Neuere genetische und morphologische Untersuchungen (Metzgar et al. 2008; Jud et al. 2008) zeigen jedoch klar, dass der Zimtfarn eine Schwesterart aller anderen lebenden Königsfarne (Osmundaceae) darstellt.  Kladistisch gesehen ist es entweder nötig, alle Arten der Osmundaceae einschließlich der Gattungen Todea und Leptopteris in der Gattung Osmunda zu führen, oder es ist nötig, die Gattung Osmundastrum abzutrennen. Osmundastrum cinnamomeum ist die einzige lebende Art der Gattung Osmundastrum; es kann jedoch sein, dass weitere fossile Arten auch zur Gattung Osmundastrum gerechnet werden müssen.
Früher bezogen einige Autoren auch den Teufelsfarn (Osmunda claytoniana) aufgrund des großen Anteils morphologischer Ähnlichkeiten in die Gattung oder Sektion Osmundastrum ein. Genauere morphologische und genetische Analysen haben jedoch erbracht, dass der Osmunda claytoniana tatsächlich zur Gattung Osmunda gehört. Dies wird durch die Tatsache unterstützt, dass er mit dem Amerikanischen Königsfarn (Osmunda spectabilis) die Hybride Osmunda ×ruggii erzeugt, und das in einer Familie in der selten Arten hybridisieren, während Osmundastrum cinnamomeum keine bekannten Hybride aufweist.
Der Zimtfarn gilt als lebendes Fossil, weil er bereits in bis zu 75 Millionen Jahre alten geologischen Schichten gefunden wurde. Eine jüngere Entdeckung verschiebt diesen Wert sogar auf bis zu 180 Millionen Jahre.
Die asiatischen und amerikanischen Populationen des Zimtfarns werden allgemein als Varietäten einer einzigen Art angesehen, doch einige Botaniker klassifizieren auch sie als getrennte Arten. oder Unterarten. Die asiatische Art wird demzufolge als Osmundastrum asiaticum beschrieben.
Man könnte sie also folgendermaßen gliedern:
- Osmundastrum cinnamomeum subsp. cinnamomeum: Sie kommt in Nord-, Zentral- und Südamerika und auf Inseln in der Karibik vor.[7]
  - Osmundastrum cinnamoneum var. glandulosum (Waters) McAvoy: Sie kommt in den Vereinigten Staaten vor.[7]
  - Osmundastrum cinnamomeum var. imbricatum (Kunze) Milde: Sie kommt in Brasilien vor.[7]
- Osmundastrum cinnamomeum subsp. asiaticum (Fernald) Fraser-Jenk. (Syn.: Osmunda asiatica (Fernald) Ohwi, Osmundastrum asiaticum (Fernald) X.C.Zhang): Sie kommt in Indien, Bhutan, Myanmar, Thailand, Vietnam, China, Korea, Japan, Taiwan und im fernöstlichen Russland vor.[7]

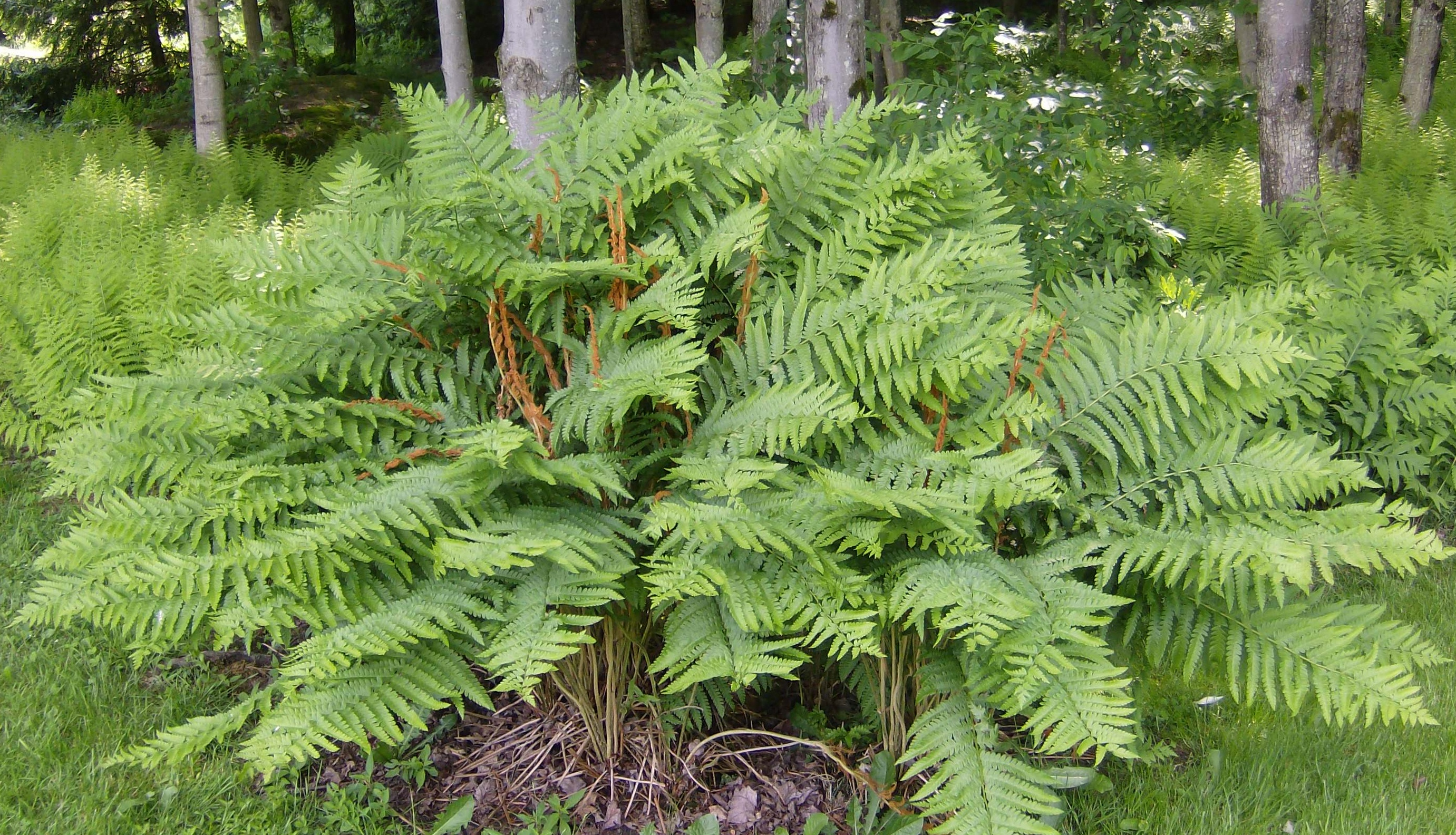
Bestand

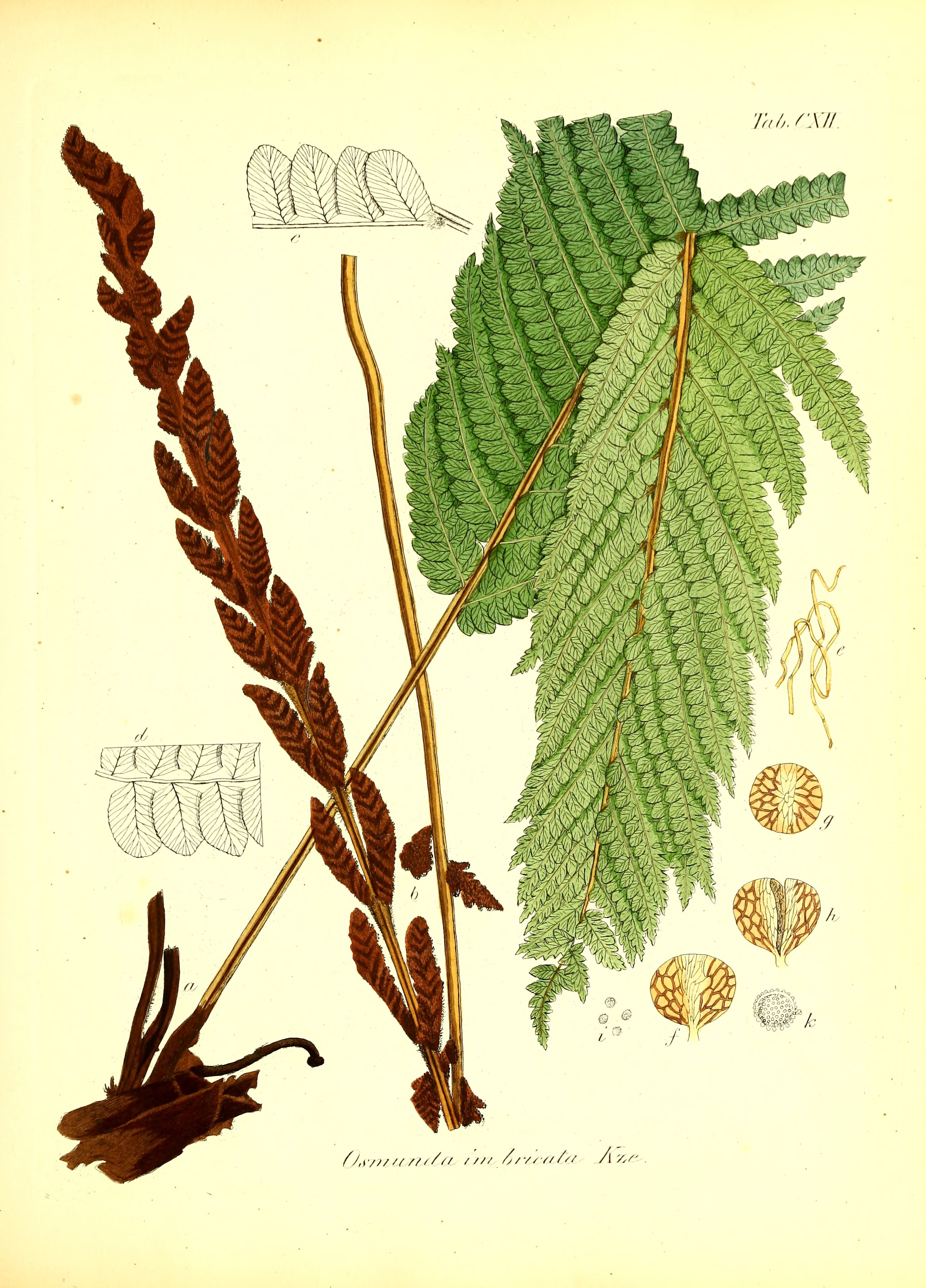
Illustration aus Die Farrnkräuter in kolorirten Abbildungen naturgetreu Erläutert und Beschrieben, 1848

## Nutzung
Laut der Native American Ethnobotany Database wurde der Zimtfarn von einigen Indianer-Stämmen (Abenaki, Menominee) als Nahrungsquelle genutzt. Die Stämme der Irokesen und Cherokee nutzten den Farn für vielfältige medizinische Zwecke als kaltes Heilmittel bei Frauenleiden, Geschlechtskrankheiten und Schlangenbissen.